# Encolpius guaraniticus
Encolpius guaraniticus is een spinnensoort in de taxonomische indeling van de springspinnen (Salticidae).
Het dier behoort tot het geslacht Encolpius. De wetenschappelijke naam van de soort werd voor het eerst geldig gepubliceerd in 1968 door María Elena Galiano.